# Ajran

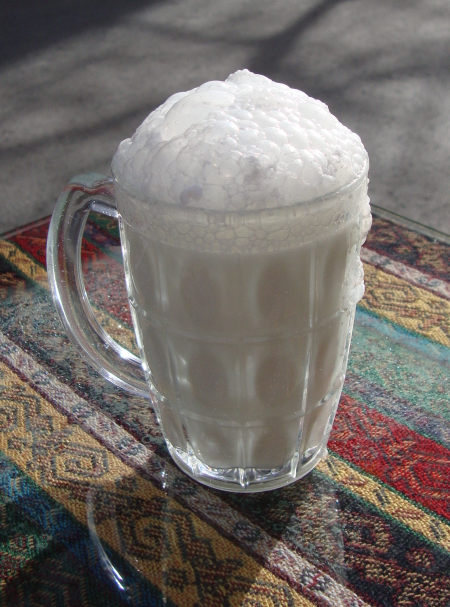
Świeży ajran

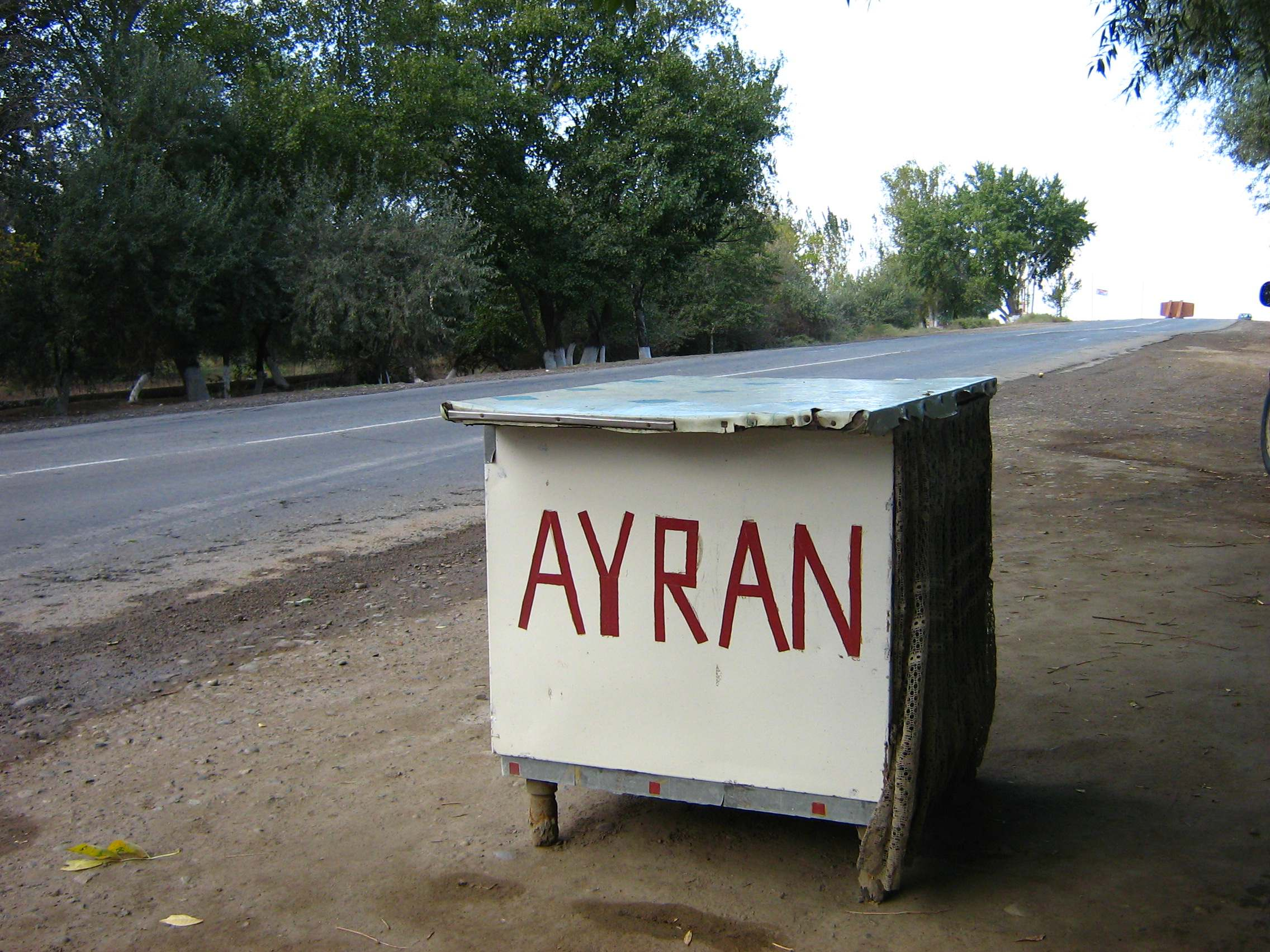
Przydrożny punkt sprzedaży

Ajran (tur. ayran) – popularny turecki napój wytwarzany z jogurtu i wody (w proporcji 2:1 lub 1:1). Zazwyczaj dodawana jest do niego sól, a czasami też pieprz. Podawany jest schłodzony, może też mieć pianę. Często spożywany jest z kebabem. Ajran jest podobny do popularnego m.in. w Iranie i Armenii napoju doogh (dugh, abdug, tahn), który jednak jest poddawany krótkiemu procesowi fermentacji i jest lekko musujący.
Ajran jest także popularny w innych krajach Bliskiego Wschodu. Na tureckiej prowincji napojem tym podejmuje się gości. Ajran można kupić w restauracjach i sklepach, ale można też zrobić go samemu – w wersji podstawowej (jogurt, woda, sól) lub też dodać posiekaną miętę. Ten drugi przepis jest popularny podczas upałów – gasi pragnienie i działa odświeżająco. W Turcji ajran stanowi mocną konkurencję dla innych napojów, w tym tych produkowanych przez koncerny globalne. Ormianie i Arabowie nazywają ten napój tan i pod tą nazwą jest on popularny m.in. w Stanach Zjednoczonych. W Grecji dostępny jest pod nazwą ariani), od licznych, miejscowych producentów, praktycznie w każdym supermarkecie spożywczym, szczególnie popularny w Macedonii i greckiej Tracji.